# Заготзерно (Пристань)
Заготзерно́ (При́стань) — посёлок в Знаменском районе Омской области России. Входит в состав Знаменского сельского поселения.

## География
Посёлок находится в северной части Омской области, на левом берегу реки Иртыш, а также на восточном берегу озера Имшитык, на расстоянии примерно 1 км (по прямой) к северу от села Знаменское, административного центра района. Абсолютная высота — 57 м над уровнем моря.
Часовой пояс
Посёлок Заготзерно, как и вся Омская область, находится в часовой зоне МСК+3. Смещение применяемого времени относительно UTC составляет +6:00.

## Население
| 2002 | 2010 |
| ---- | ---- |
| 100  | ↗128 |

Гендерный состав
По данным Всероссийской переписи населения 2010 года в гендерной структуре населения мужчины составляли 50,8 %, женщины — соответственно 49,2 %.
Национальный состав
Согласно результатам переписи 2002 года, в национальной структуре населения русские составляли 95 %.

## Улицы
- ул. Набережная,
- ул. Озёрная,
- ул. Поселковая[6].